# عروس دهکده
عروس دهکده فیلمی به کارگردانی ناصر ملک مطیعی و نویسندگی اسماعیل ریاحی محصول سال ۱۳۴۱ است.

## خلاصه داستان
مدد علی (ناصر ملک مطیعی) سال‌ها است که به رعنا (فرانک میرقهاری) علاقمند است، اما پدر دختر، مش یدالله (اکبر جنتی)، و مادرش (نادره) موافق ازدواج دخترشان با لطف‌الله (محسن آراسته) هستند...

## بازیگران
- ناصر ملک مطیعی
- شهلا ریاحی
- فرانک میرقهاری
- تقی ظهوری
- حمیده خیرآبادی
- محسن آراسته
- اکبر جنتی شیرازی
- آلکس
- ایران
- مینو شفیع
- مسعود وحدت
- عباس منتجم شیرازی
- حسن گروسی
- قوام پور
- خزانه دار
- رضا یاقوتی
- کامران فروهر
- اصغر تیموری